# Доманивка
Доманивка (на украински: Доманівка) е селище от градски тип в Южна Украйна, Доманивски район на Николаевска област. Населението му е около 5400 души.